# Рибамар
Рибамар (порт. Ribamar) — посёлок Португалии. Расположен районе (фрегезии) Санту-Изидору, примерно в 38 км от центра Лиссабона и менее чем в 3 км к северу от известного приморского курорта Эрисейры.
Рибамар известен своими кухней и пляжами: Святого Лаврентия, Coxos и Рибейра d’Ilhas, которые являются частью одного из четырёх мировых World Surfing Reserve, выбранных WSR. Здесь проводятся национальные и международные чемпионаты по сёрфингу и бодибордингу.

## История
Есть такие здания, как Santa Susana, а также часовня XVIII века.
Форт Santa Susana, на южном пляже Святого Лаврентия, построен в XVII веке по приказу Жуана IV для защиты побережья от набегов пиратов и вместе с фортом Picoto был частью оборонительных линий у Торриш-Ведраша.  Вокруг расположены парапеты и открытые канонерки, построенные в XIX веке.
Часовня была на боковой двери с 1736 года, и была восстановлена в 1959-м. В конце 2005 года продолжалась реконструкция крыши и ремонт наружной отделки. Есть икона Иоанна Крестителя в полихромном дереве.
За последние 20 лет Рибамар стал столицей морской еды и кухни для Лиссабонского региона с примерно 15 ресторанами и 1 миллионом посетителей в год.

## Пляжи
Побережье с 5 пляжами включено в World Surfing Reserve Эрисейры. С севера на юг: Святого Лаврентия, Coxos, Crazy Left, Cave, Ribeira D’Ilhas.